# Barra Bonita (Santa Catarina)
Barra Bonita este un oraș în Santa Catarina (SC), Brazilia.